# Manorhaven
Manorhaven es una villa del municipio de North Hempstead, situado en el condado de Nassau, estado de Nueva York, Estados Unidos. Tiene una población estimada, a mediados de 2023, de 6901 habitantes.
Si bien formalmente mantiene su autonomía, en la práctica es parte de Port Washington,que abarca además otras tres villas (Baxter Estates, Port Washington North y Sands Point).

## Geografía
Está ubicada en las coordenadas 40°50′20″N 73°42′39″O / 40.83889, -73.71083 (40.83885, -73.710825). Según la Oficina del Censo, tiene una superficie total de 1.6 km², de los cuales 1.2 km² corresponden a tierra firme y 0.4 km² están cubiertos de agua.

## Demografía
Según la estimación 2018-2022 de la Oficina del Censo, los ingresos medios de los hogares son de $95,493 y los ingresos medios de las familias son de $96,230. Los ingresos per cápita en los últimos doce meses, medidos en dólares de 2022, son de $51,235. Alrededor del 7.5% de la población está por debajo de la línea de pobreza.